# Великі статеві губи
Великі, або зовнішні статеві губи (лат. lábia majóra pudéndi) — зовнішня частина вульви, дві поздовжні шкіряні складки із сполучною тканиною та жировою основою, які зливаються на лобку й перед промежиною. Між великими розташовані малі (внутрішні) статеві губи.
У місцях з'єднання між собою великих статевих губ знаходяться злуки або спайки — передня (commissura labiorum majorum pudendorum anterior) і задня (commissura labiorum majorum pudendorum posterior), задня ще називається вуздечкою статевих губ. Між губами розташована статева щілина (rima pudendi). Під ними — підшкірна основа з фіброзними волокнами, де проходять судини та нерви. Внутрішня поверхня великих статевих губ, яка містить сальні та потові залози, вкрита ніжною шкірою, що має характер слизової оболонки. 

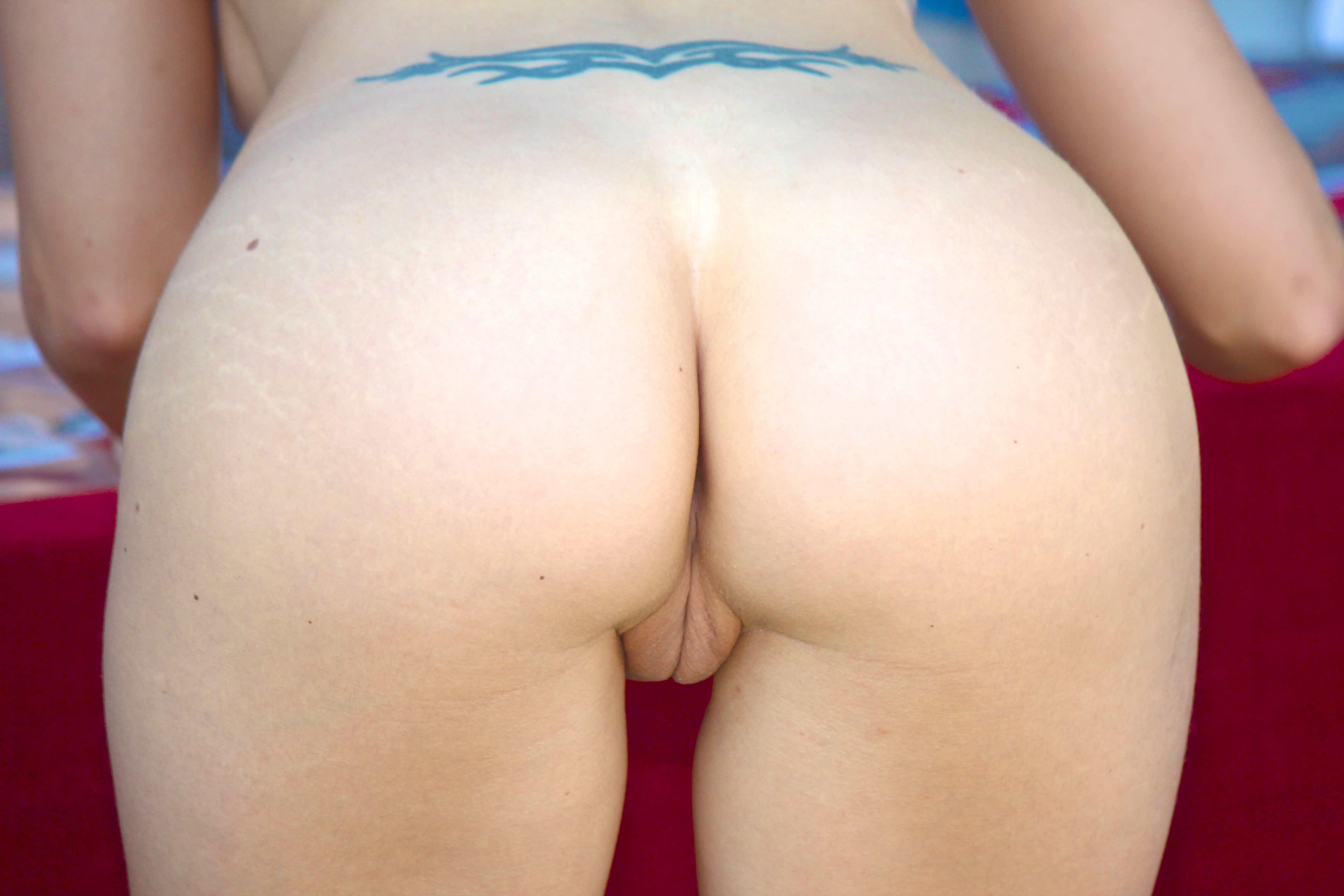
Вид ззаду на великі статеві губи

В нижній третині великих губ розташовані два органи, кожен розміром з горошину. Це бартолінові залози (glandulae Bartholini), які під час сексуального збудження виробляють секрет лужної реакції, що зволожує вагінальний отвір. Бартолінові залози альвеолярно-трубчасті, їхні вивідні протоки відкриваються у борозенці між малими статевими губами та вагінальною короною. Під шкірою верхньої межі великих статевих губ закінчується кругла зв'язка матки.
Волосся на великих статевих губах може бути частиною інтимної зачіски, яку людина формує в рамках особистого догляду або естетичних уподобань

## Функції
Статеві губи виконують захисну функцію щодо решти зовнішніх геніталій: амортизують при ударах та рухах, волосся на них перешкоджає зараженню інфекціями, що передаються статевим шляхом.
Попри назву, зовнішні статеві губи більші за внутрішні не у всіх жінок: нерідко внутрішні статеві губи виступають із зовнішніх.

## Розвиток
Утворюються великі статеві губи на третьому місяці внутрішньоутробного розвитку з лабіоскротальних (губнокалиткових) складок навколо статевого горбка. Гомолог у чоловічому організмі — калитка.

## У сексуальному житті
Великі статеві губи можуть бути задіяні під час мастурбації, але це залежить від особистих уподобань та способу стимуляції.
Сексуальні практики, що включають стимуляцію великих статевих губ — петинг (тертя через одяг чи без нього без прокинення), кунілінгус (стимуляція губами і язиком), трибадизм (тертя вульвою об вульву), вібратори та інші секс-іграшки.

## Додаткові зображення

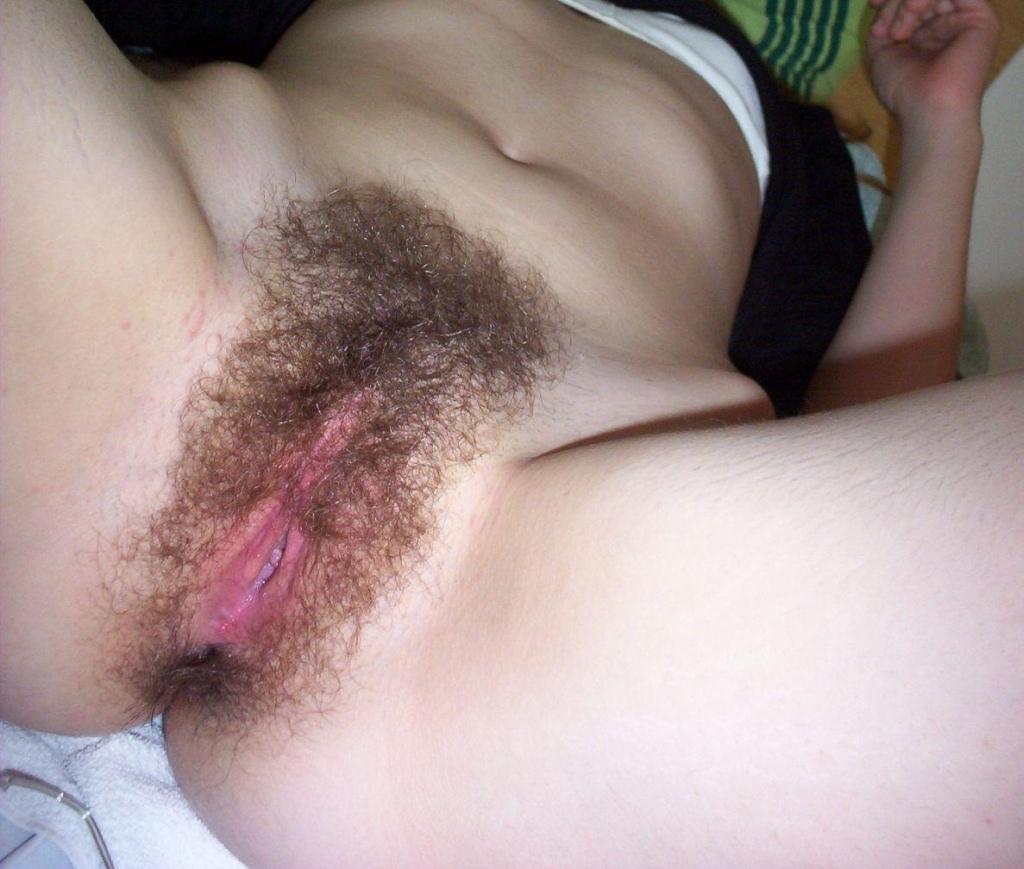
Природне оволосіння на великих статевих губах
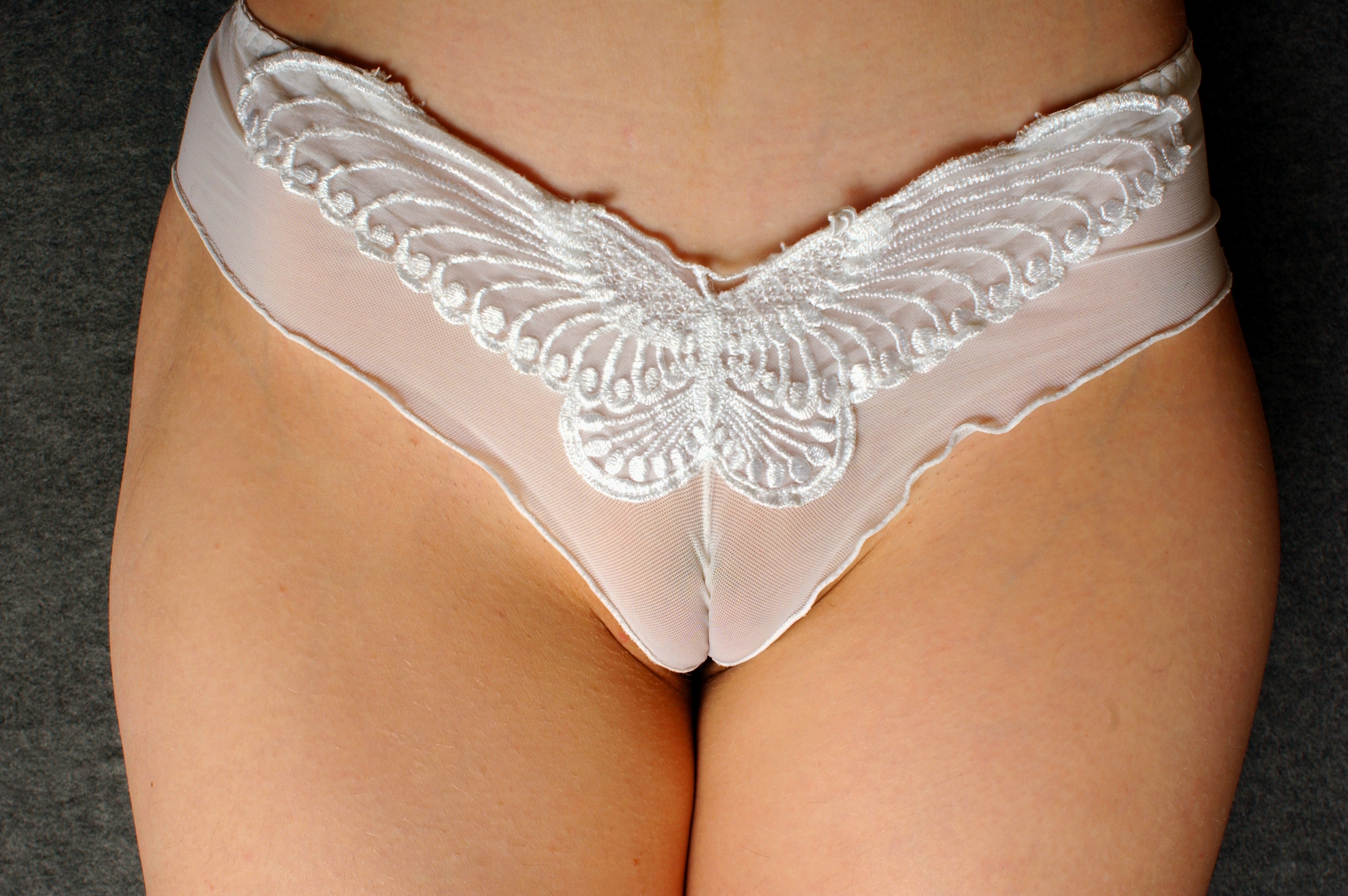
"Верблюжа лапка"
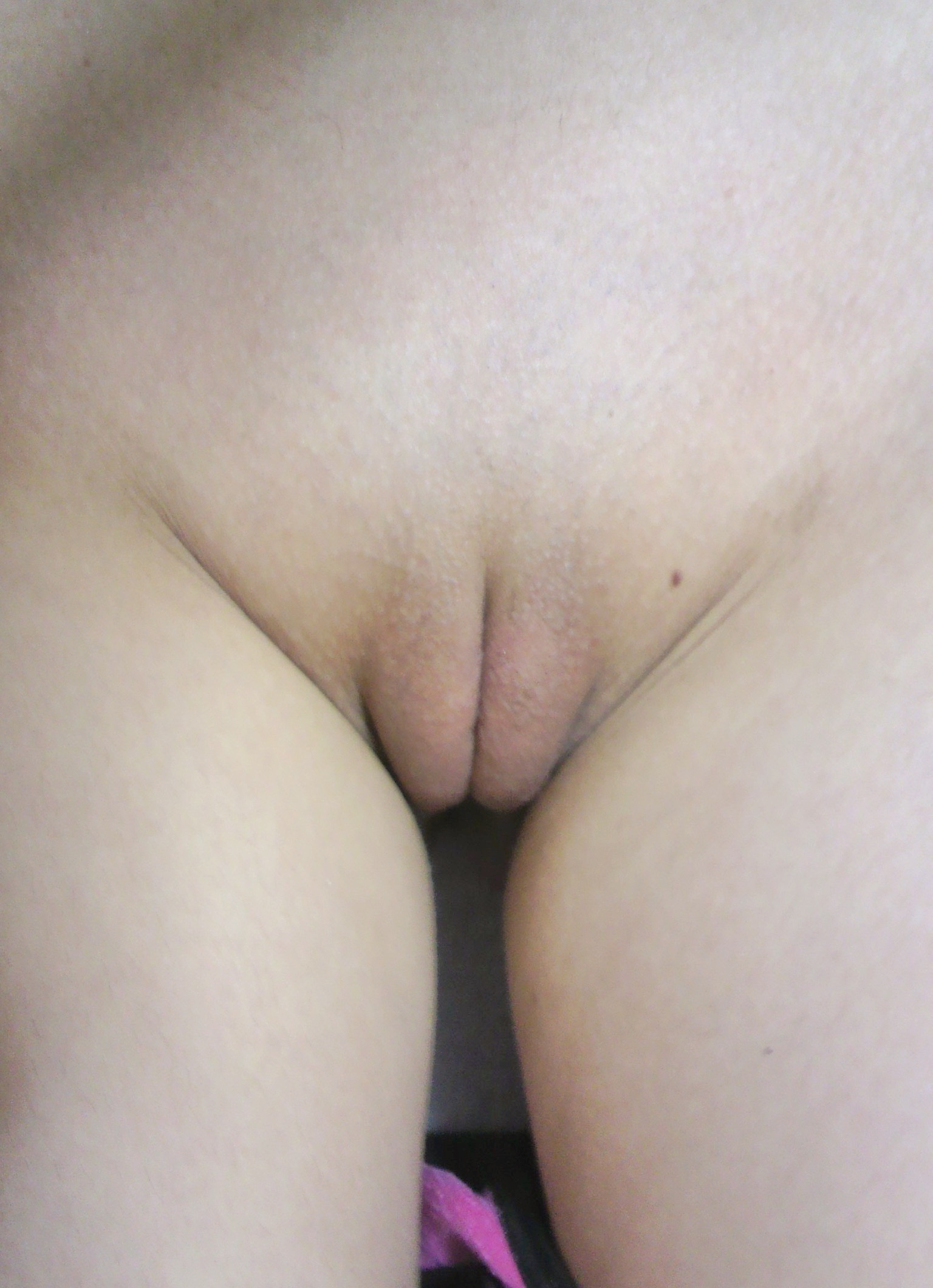
Великі статеві губи при зімкнених ногах
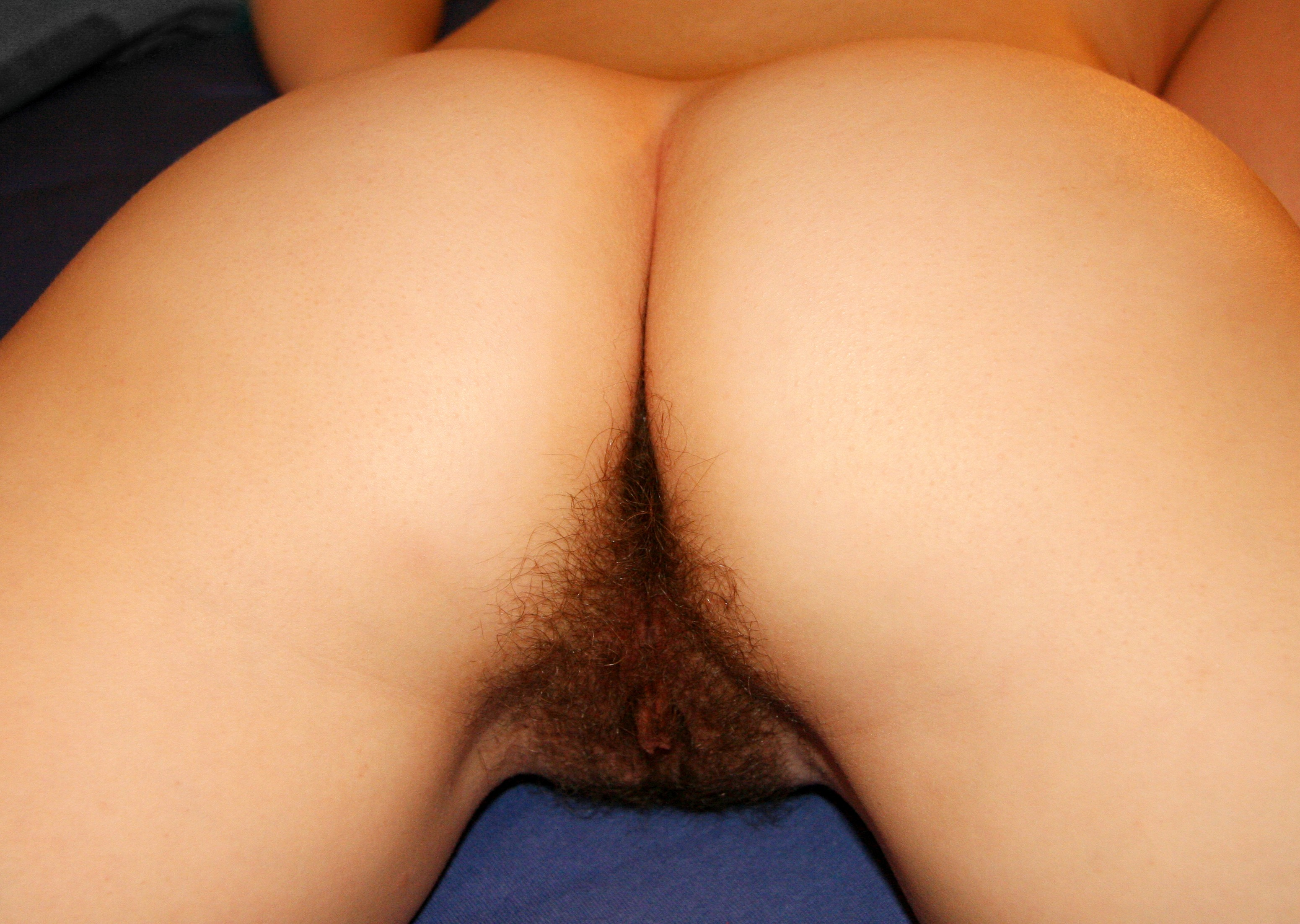
Вид ззаду з природним оволосінням
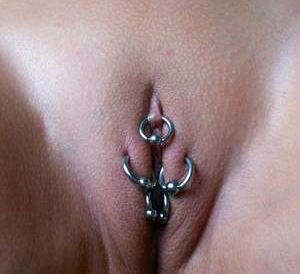
Пірсинг великих статевих губ